# Gas Powered Games

Logo

Gas Powered Games, seit 2013 Wargaming Seattle, war ein amerikanisches Videospielentwicklungsstudio in Redmond (Washington). Das Studio war 1998 von Chris Taylor, dem geistigen Vater von Total Annihilation, gegründet worden. Nach der Schließung des Entwicklungsstudios Cavedog Entertainment 2000 folgten weitere Entwickler Chris Taylor zu Gas Powered Games. 2013 wurde das Studio von Wargaming.net übernommen und umbenannt. Im Mai 2018 erfolgte die Schließung.

## Geschichte
Der Ersttitel von Gas Powered Games war das recht erfolgreiche Rollenspiel Dungeon Siege, das mittlerweile mit einem Add-on und einem Sequel-Titel, ebenfalls mit Add-on, fortgeführt wurde. 2007 veröffentlichte das Studio Supreme Commander, eine inoffizielle Fortsetzung von Total Annihilation, die allerdings mit einer neuen Hintergrundgeschichte und verschiedenen anderen Neuerungen aufwartete, da die Rechte an Total Annihilation zu diesem Zeitpunkt bei Atari SA liegen. Trotzdem wurde Supreme Commander zu einem durchschlagenden Erfolg und wurde sowohl von Kritikern als auch Spielern begeistert aufgenommen. Ein Add-on, Supreme Commander: Forged Alliance, erschien im November 2007 und ein weiteres geplantes Add-on wurde angekündigt, jedoch nicht fertiggestellt. Stattdessen kündigten Gas Powered Games und Chris Taylor auf der E3 2009 Supreme Commander 2 an. Auf der gamescom '09 wurde dann die eine erste „Pre-Alpha-Version“ vorgestellt, die Fans dann auch selbst antesten konnten. In den USA erschien Supreme Commander 2 am 2. März 2010, der Europarelease war für den 5. März 2010 angesetzt, wobei an diesem Tag nur die PC-Version erschien, die Xbox-360-Version folgte erst ein paar Wochen später.
Der Third-Person-Shooter Space Siege (veröffentlicht am 22. August 2008) erlangte in den Tests der Spiele-Magazine, im Gegensatz zu vorherigen Titeln, eher schlechte Bewertungen. (PC Games Redaktion: 64 %, PCGames-Community: 58 %, 4Players Redaktion: 45 %)
Bis Anfang 2013 arbeitete Gas Powered Games für Microsoft an dem Browserspiel Age of Empires Online.
Im Januar 2013 startete Gas Powered Games eine Crowdfunding-Kampagne auf der Plattform Kickstarter für den Echtzeitstrategie/Action-RPG Hybrid-Titel Wildman. Kurz darauf entließ das Unternehmen aufgrund von Liquiditätsproblemen bis auf wenige Ausnahmen alle Mitarbeiter. Taylor erklärte, dass man das gesamte Vermögen in die Entwicklung des Spieles investiert habe und das Überleben des Unternehmens nun von Wildmans Erfolg abhinge. Am 12. Februar stoppte Gas Powered Games die Kickstarter-Kampagne, die bei nur 504.120 US-Dollar lag, weniger als die Hälfte der angestrebten Zielsumme von 1,1 Millionen Dollar. Taylor gab an, dass man sich nun auf andere Möglichkeiten konzentriere wolle, das Unternehmen zu retten. Wenig später wurde bekannt, dass der belarussische Entwickler Wargaming.net (World of Tanks) Gas Powered Games übernehmen werde. Das Studio wurde darauf in Wargaming Seattle umbenannt. Im Mai 2018 wurde das Studio aufgelöst und alle 150 Angestellten entlassen. Gründer Chris Taylor hatte das Unternehmen bereits 2016 verlassen. Zuletzt arbeitete Wargaming Seattle an einem unangekündigten MMO-Projekt.

## Spiele
| Titel                              | Jahr        | Plattform    |
| ---------------------------------- | ----------- | ------------ |
| Dungeon Siege                      | 2002        | PC           |
| Dungeon Siege: Legends of Aranna   | 2003        | PC           |
| Dungeon Siege II                   | 2005        | PC           |
| Dungeon Siege II: Broken World     | 2006        | PC           |
| Supreme Commander                  | 2007        | PC, Xbox 360 |
| Supreme Commander: Forged Alliance | 2007        | PC           |
| Space Siege                        | 2008        | PC           |
| Demigod                            | 2009        | PC           |
| Supreme Commander 2                | 2010        | PC, Xbox 360 |
| Age of Empires Online              | 2011        | PC           |
| Chris Taylor’s Kings and Castles   | eingestellt | –            |
| Wildman                            | eingestellt | –            |